# Visayia samarensis
Visayia samarensis är en insektsart som beskrevs av Rehn, J.A.G. 1944. Visayia samarensis ingår i släktet Visayia och familjen gräshoppor. Inga underarter finns listade i Catalogue of Life.